# Jimmy Beaulieu
Pour les articles homonymes, voir Beaulieu.
Jimmy Beaulieu, né à l'Île d'Orléans (Canada) le 6 avril 1974, est un éditeur, auteur, illustrateur et critique de bandes dessinées québécois.

## Biographie
Jimmy Beaulieu n'a pas de formation littéraire ou artistique à proprement parler si ce n'est qu'il a suivi un cours de dessin pendant l'été 1989, à Québec. C'est lui-même qui s'est formé à force de gribouiller dans ses carnets de croquis. En 1998, Jimmy Beaulieu fait ses premières bandes dessinées.
Il déménage à Québec à l'âge de seize ans, où il occupe les postes de libraire à la librairie Pantoute et de disquaire chez Platine.
Jimmy Beaulieu créé Mécanique générale, une maison d'édition axée sur la publication de bandes dessinées. En 2002, Mécanique générale devient une collection de la maison d'édition Les 400 coups. Cette collection est dirigée par Jimmy Beaulieu jusqu'à sa dissolution en 2009. Il dirige par la suite la collection de fanzines « Colosse »,.
Depuis 2002, il dirige des ateliers culturels d'initiation et de perfectionnement en bande dessinée au Cégep du Vieux Montréal ainsi qu'au Collège Rosemont,.
En 2024 il illustre le roman jeunesse La Truite écrit par André Marois.

### Bande dessinée
Jimmy Beaulieu fait « de la non-événementialité un principe clé de sa démarche de création », d'où le titre Non-aventures  donné à un album autobiographique.
En 2011, son album Comédie sentimentale pornographique s'intéresse à un couple qui prône l'amour libre. Quelques uns de ses dessins osés se retrouvent dans le collectif de bande dessinée Crémage.
Le journal La Presse écrit fin 2016 : « il est l'une des têtes d'affiche de la BD québécoise ». Il rencontre également du succès en Europe, et surtout en Allemagne où tous ses albums sont traduits.
En 2016 sort son album Rôles de composition qui suit un couple de jeunes femmes sur une durée de cinq années,.

## Œuvres

### Bandes dessinées et dessins
- Quelques pelures, Montréal, Mécanique générale, 2001. 32 p.  (ISBN 9782922827002)
- Service au volant 1, Montréal, Mécanique générale, 2001, 52 p.  (ISBN 9782922827026)
- Avons-nous les bons pneus ? (ouvrage collectif), Montréal, Mécanique générale, 2001, 80 p.  (ISBN 9782922827019)
- Résine de synthèse, Montréal, Mécanique générale, 2002, 96 p.  (ISBN 9782922827033)
- Viscéral (et archétypique), Montréal, Colosse, 2002, 24 p.
- Le pitcheur pense à sa blonde (ouvrage collectif), Montréal, Mécanique générale, 2002, 96 p.  (ISBN 9782922827057)
- -22°, Montréal, Mécanique générale, 2003, 48 p.  (ISBN 9782922827118)
- Ce que je peux, Montréal, Colosse, 2003, 16 p.
- Le Moral des troupes, Montréal, Mécanique générale, 2004, 160 p.  (ISBN 9782922827149)
- Ma voisine en maillot, Montréal, Mécanique générale, 2006, 60 p.  (ISBN 9782922827217)
- L'Homme et le Roi, Montréal, Colosse, 2006, 46 p.
- Quelques pelures (Réédition augmentée), Montréal, Mécanique générale, 2007, 128 p.  (ISBN 9782922827279)
- Appalaches, Montréal, Colosse, 2007, 64 p.  (ISBN 9782923664002)
- Au lit les amis!, Montréal, Colosse, 2008, 44 p.  (ISBN 9782923664026)
- Demi-sommeil, Montréal, Colosse, 2008, 98 p.  (ISBN 9782923664088)
- Au lit les amis! (Réédition en format de poche) Montréal, Colosse, 2009, 40 p.  (ISBN 9782923664026)
- Côte Nord, Montréal, Colosse, 2009, 94 p.
- Mousseline et le metteur en scène, Montréal, Colosse, 2010, 20 p.  (ISBN 9782923664187)
- À la faveur de la nuit, Bruxelles, Impressions Nouvelles, 2010, 110 p.  (ISBN 9782874491023)
- Comédie sentimentale pornographique, Paris, Delcourt, 2011, 285 p.  (ISBN 9782756024615)
- Jimmy Beaulieu : L'œil amoureux, conversations avec David Turgeon, Montréal, Colosse, 2011, 44 p.  (ISBN 9782923664255)
- Le Temps des siestes, Québec, Éditions Alto, 2012, 124 p.  (ISBN 9782896940189)
  - édition européenne Bruxelles, Impressions Nouvelles, 2012, 124 p.  (ISBN 9782874491443)
- Canon, Montréal, Colosse, 2012, 24 p.
- Non-aventures : planches à la première personne, Montréal, Mécanique générale, 2013, 352 p.  (ISBN 9782922827507)
- Vocabulaire, Montréal, Colosse, 2014, 128 p.
- Les Aventures: planches à la première personne, Bruxelles, Les Impressions nouvelles, 2015, 350 p.  (ISBN 9782874492341)
- Rôles de composition, Montréal, Mécanique générale, 2016, 112 p.  (ISBN 9782922827804)
  - édition européenne Paris, Vraoum !, 2016, 160 p.  (ISBN 9782365352550)
- Je suis parfaite pour toi, Montréal, Colosse, 2018, 60 p.  (ISBN 9782923664446)
- Piscine à vague, Montréal, Colosse, 2018, 50 p.  (ISBN 9782923664439)
- Almanach des marées, Montréal, Colosse, 2019, 40 p.  (ISBN 9782923664460)
- Dessin libre, Montréal, Librairie Z, 2019, 28 p.  (ISBN 9782924635087)
- Triomphe, Montréal, Colosse, 2019, 78 p.  (ISBN 9782923664453)
- Jusqu'à quand poursuivras-tu les bêtes dans les forêts ? (Fanzine collaboratif avec Alexandra Dion-Fortin et Daphnée Brisson-Cardin), 2020, 76 p.

#### Adaptation de scénario
- Série BD Magasin général de Régis Loisel et Jean-Louis Tripp (9 tomes, de 2006 à 2014) : adaptation du scénario en français québécois.

### Roman jeunesse
- La Truite[7], texte de André Marois, illustrations de Jimmy Beaulieu, éd. D'Eux, coll. L'humanité au bout des yeux

### Textes divers
Il a signé des textes dans un bon nombre de collectifs et magazines littéraires, dont Formule (no 1), Cyclope (no 3), Terriens : planches contre le racisme, Lettres québécoises (no 171), 24 images, etc.

### Feuilleton en ligne
- De concert, (avec Sophie Bédard, Singeon et Vincent Giard), Montréal, Première édition, 2018, 87 p.  (ISBN 9782923942193)

## Prix et honneurs
- 2001 : sélection au Prix Bédélys Québec pour Quelques pelures[2]
- 2002 : sélection au Prix Bédélys Québec pour Résine de synthèse[2]
- 2002 : lauréat du Prix du fanzine de l'année, site de Québec BD, pour Viscéral (et archétypique)[2]
- 2004 : sélection au Prix Bédélys Québec pour Le moral des troupes[2]
- 2005 : lauréat du Prix Bédéis Causa de l’espoir québécois (FBDFQ) pour Le moral des troupes[2]
- 2006 : sélection au Prix Bédélys Québec pour Quelques pelures, réédition très très augmentée[2]
- 2011 : sélection au Prix Albéric-Bourgeois (FBDFQ) pour Comédie sentimentale pornographique[2]
- 2015 : lauréat du Prix de la critique ACBD pour la BD québécoise, pour Les aventures/Non-aventures[12]